# سیارک ۱۷۶۰۶
سیارک ۱۷۶۰۶ (به انگلیسی: 17606 Wumengchao، نامگذاری:1995ST53)۱۷۶۰۶مین سیارک کشف شده‌است که در ۲۸ سپتامبر ۱۹۹۵ کشف شد.